# Antonio Riestra
Antonio Riestra', ASC, AČK. (Mèxic, 1969) és un director de fotografia nascut a Mèxic però que treballa habitualment a Amèrica del Nord i Europa. Va guanyar el Goya a la millor fotografia i el Gaudí a la millor fotografia pel seu treball a Pa negre d'Agustí Villaronga.

## Trajectòria
Riestra va néixer a Mèxic el 1969. Va treballar com a fotògraf a la Comissió Nacional per al Desenvolupament dels Pobles Indígenes, i posteriorment per les nacions Cree i Carrier de la Colúmbia Britànica abans de tornar a Ciutat de Mèxic i començar una carrera en cinema.
Riestra va començar la seva carrera en cinema treballant com a assistent de càmera amb el director francès Pierre Beccu en un documental sobre els refugiats guatemalencs que tornaven a casa seva després de viure a Mèxic. Després d'aquesta feina, va ser contractat per fer el documental de la pel·lícula sueca "Pumas daughter" rodada al sud de Mèxic. Riestra va pujar l'escala. a la indústria cinematogràfica en diversos projectes com Encanteri a la ruta maia dirigida per Clare Peploe, protagonitzada per Russell Crowe i Bridget Fonda i després a Amores perros. com a operador de càmera i amb Emmanuel Lubezki en comercials. La primera oportunitat de Riestra de ser cinematògraf va tenir lloc en un rodatge comercial nord-americà a Mèxic, que després va obrir les portes a treballar amb els millors directors comercials mexicans, i també com a segona unitat a Frida (2002) al costat de Rodrigo Prieto. A partir d'aquí, Riestra va treballar com a director de fotografia en diverses pel·lícules, entre les quals: Normal: The Düsseldorf Ripper (2009) que li va valer una candidatura a Millor cinematografia als Premis del Lleó Txec; Pa negre (2010) pel que va guanyar el Goya i el Gaudí a la millor fotografia,Lidice (2011), que li va valer una altra candidatura al Lleó Txeca la millor cinematografia, Katmandú, un mirall al cel (2011) d'Icíar Bollaín, que li va proporcionar una altra nominació a millor fotografia als Gaudí, i Mama (2013), amb la qual fou nominada a la millor fotografia als Canadian Screen Awards.
Riestra ha treballat recentment a la pel·lícula Eloise (2017) dirigida per Rob Legato, Stephanie dirigida per Akiva Goldsman. És membre de l'American Society of Cinematographers (ASC), l'Assoc txeca. de cinematògrafs (AČK), de l'acadèmia Europea del Cinema, de l'Acadèmia del Cinema Català i de l'IATSE 600.

## Filmografia (parcial)
| Any  | Pel·lícula                   | Director           | Altres notes                                              |
| ---- | ---------------------------- | ------------------ | --------------------------------------------------------- |
| 2000 | Los baños de Celeste         | Yury Tacher        |                                                           |
| 2004 | Mr. Blue                     | Lars C. Steinmeyer |                                                           |
| 2009 | Normal the Düsseldorf Ripper | Julius Sevcik      | Nominat, Millor fotografia- Premis Lleó Txec, 2009        |
| 2010 | Pa negre                     | Agustí Villaronga  | Goya a la millor fotografia, Gaudí a la millor fotografia |
| 2011 | Czech-Made Man               | Tomás Rehorek      |                                                           |
| 2011 | Lidice                       | Petr Nikolaev      | Millor fotografia- Premis Lleó Txec, 2012                 |
| 2011 | Katmandú, un mirall al cel   | Icíar Bollaín      | Nominat, Gaudí a la millor fotografia, 2012               |
| 2013 | Mama                         | Andres Muschietti  | Millor fotografia- Canadian Screen Award, 2014            |
| 2013 | The Face of Love             | Arie Posin         |                                                           |
| 2015 | Last Knights                 | Kazuaki Kiriya     |                                                           |
| 2015 | Eloise                       | Robert Legato      |                                                           |
| 2016 | Stephanie                    | Akiva Goldsman     |                                                           |